# Asclepias aurea
Asclepias aurea là một loài thực vật có hoa trong họ La bố ma. Loài này được (Schltr.) Schltr. mô tả khoa học đầu tiên năm 1896.